# Мейва (Миэ)
Мейва (яп. 明和町 Мэйва-тё:) — посёлок в Японии, находящийся в уезде Таки префектуры Миэ. Площадь посёлка составляет 40,92 км², население — 22 557 человек (1 июня 2014), плотность населения — 551,25 чел./км².

## Географическое положение
Посёлок расположен на острове Хонсю в префектуре Миэ региона Кинки. С ним граничат города Исе, Мацусака и посёлки Таки, Тамаки.

## История
Посёлок был образован в 1958 году в результате слияния посёлка Санва (яп. 三和町) и села Саймей (яп. 斎明村 Саймэй-мура).

## Население
Население посёлка составляет 22 557 человек (1 июня 2014), а плотность — 551,25 чел./км². Изменение численности населения с 1980 по 2005 годы:
| 1980 | 19 504 чел. |  |
| 1985 | 20 724 чел. |  |
| 1990 | 21 484 чел. |  |
| 1995 | 21 853 чел. |  |
| 2000 | 22 300 чел. |  |
| 2005 | 22 618 чел. |  |

## Символика
Деревом посёлка считается подокарп крупнолистный, цветком — Iris ensata.